# Collegeport
Collegeport es una comunidad no incorporada del Condado de Matagorda, Texas (Estados Unidos).
Fundada el 25 de mayo de 1908, Collegeport está situada sobre la bahía Trespalacios, que a su vez forma parte de la bahía Matagorda.

## Historia

### Origen
Collegeport fue adquirida a través de una compra de 9.000 acres de tierra en 1908. Los hacendados Jonathan Edward Pierce y Abel Brown Pierce le vendieron sus tierras al urbanizador Burton D. Hurd. Según el acuerdo Hurd desarrollaría una ciudad que iba a incluir una universidad y un puerto sobre la Bahía Trespalacios.
Las familias comenzarona trasladarse hacia Collegeport, también llamado Pueblo de la Oportunidad, después de una publicidad hecha por Hurd que promocionaba el clima templado y las potenciales tierras de cultivo del área.

### Crecimiento
Un año después de la compra de la tierra, Collegeport abrió oficialmente el Hotel Collegeport y hospedó a una Iglesia Federada que consistía de 14 denominaciones. Unos años después en 1912 el pueblo alcanzó una población de 496 habitantes, con una Liga de Hombres de Negocio de 90 miembros, una Iglesia Episcopal, un Club de Mujeres con 86 miembros. Collegeport también tuvo la primera biblioteca pública gratuita del condado. El profesor Will Travis abrió la Universidad de Artes Industriales de la Costa del Golfo y comenzó a hacer tratos con los cultivadores de naranjas pioneros del norte como parte de un programa estudiantil.
Un punto de interés en Collegeport era su estación de ferrocarril y Pabellón que estaba posado sobre la bahía.
El Banco Estatal de Collegeport estaba situado en lo que es ahora la Autopista 1095 con un capital de $10 000 y con Abel B. Pierce como presidente y J.B. McCain como cajero.
El pueblo también tenía dos periódicos impresos: el Collegeport Chronicle y el Collegeport New Era.
Collegeport tuvo, en su auge, tres hotales, un Banco Estatal de la Ciudad, una central telefónica, dos ferreterías, una farmacia, dos almacenes, una peluquería, carpinteros, herreros, una tienda de construcción de barcos, doctores, un dentista, un veterinario, un abogado, una universidad, una escuela secundaria, un pabellón con servicios para barcos, y la Estación de Ferrocarriles Pacífico Misuri.

### Caída
A pesar de las afirmaciones de Hurd del clima templado y cálido de Collegeport, las heladas comenzaron a afectar al pueblo y a sus cultivadores. En 1914 una fuerte helada terminó acabando con la mayoría de los cultivos. Las repercusiones de la helada fueron una sequía y una enfermedad que mató la mayoría del ganado. Las familias sufrieron muchas pérdidas por culpa de la helada, causando que muchas familias se fueran de Collegeport.
Para 1935 el depósito de la vía férrea fue desmantelado y refabricado como la Casa Mopac. Menos de 30 años después en 1961 enfrentaron un destino sombrío cuando el Huracán Carla se movió fuera del Golfo de México causando muchas de las familias que estaban desde el principio a abandonar el pueblo para siempre.

## Actualidad
Actualmente, no hay números precisos sobre la población pero en el momento del Huracán Carla, la población se había reducido a menos de 100 habitantes, y está estimado que es significantemente menor que ahora.
Collegeport todavía tiene un puñado de residentes que llaman al pueblo hogar y apoyan a un número de vacacionantes que eligen pasar tiempos de ocio en el pueblo. De todos modos, Collegeport sigue estando orgullosos de sus dos iglesias, centro comunitario, Casa Mopac, departamento de bomberos voluntarios, y oficina de correo.